# Charles Keightley
Pour les articles homonymes, voir Keightley.
Charles Keightley, né le 24 juin 1901 à Croydon et mort le 17 juin 1974 à Salisbury, est un homme politique et militaire britannique qui fut gouverneur de Gibraltar d'avril 1958 à juin 1962.